# Cyathea howeana
Cyathea howeana är en ormbunkeart som beskrevs av Karel Domin. Cyathea howeana ingår i släktet Cyathea och familjen Cyatheaceae. Inga underarter finns listade.